# Carapinha

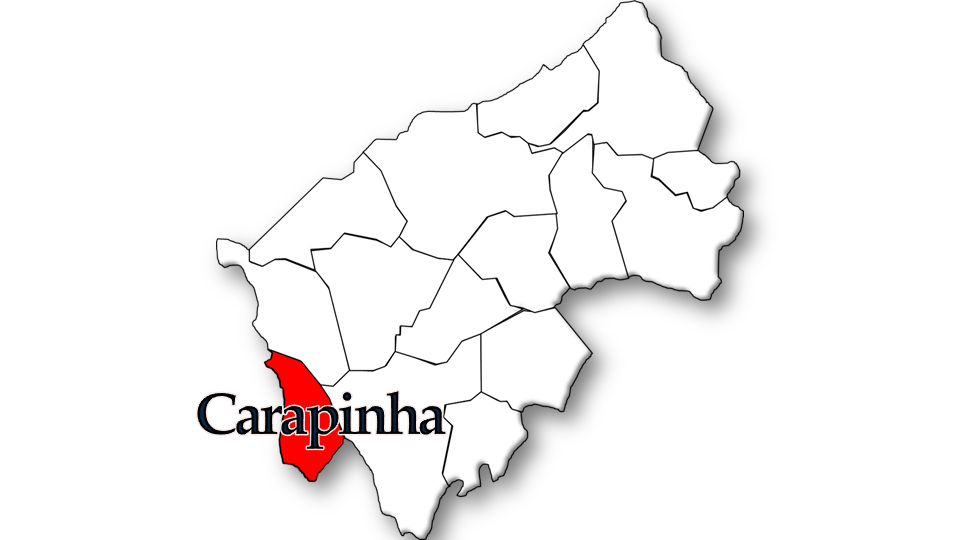
Localização da freguesia no Município de Tábua

Carapinha é uma povoação portuguesa sede da Freguesia de Carapinha do Município de Tábua, freguesia com 9,49 km² de área e 366 habitantes (censo de 2021), tendo, por isso, uma densidade populacional de 38,6 hab./km².

## Demografia
A população registada nos censos foi:
| Distribuição da População por Grupos Etários | Distribuição da População por Grupos Etários | Distribuição da População por Grupos Etários | Distribuição da População por Grupos Etários | Distribuição da População por Grupos Etários |
| -------------------------------------------- | -------------------------------------------- | -------------------------------------------- | -------------------------------------------- | -------------------------------------------- |
| Ano                                          | 0-14 Anos                                    | 15-24 Anos                                   | 25-64 Anos                                   | > 65 Anos                                    |
| 2001                                         | 52                                           | 55                                           | 190                                          | 108                                          |
| 2011                                         | 54                                           | 37                                           | 200                                          | 111                                          |
| 2021                                         | 37                                           | 26                                           | 182                                          | 121                                          |

## Património
- Capelas do Divino Senhor da Serra, de Santo António e da Senhora da Conceição